# Precipice Island
Precipice Island – mała niezamieszkana wyspa w Zatoce Frobishera, w Archipelagu Arktycznym, w regionie Qikiqtaaluk, na terytorium Nunavut, w Kanadzie. W pobliżu Precipice Island położone są wyspy: Culbertson Island, Low Island, Mark Island, McAllister Island i Peak Island.